# Пунтар
„Пунтар” је југословенски и словеначки кратки филм из 1975. године. Режирао га је Боштјан Хладник који је написао и сценарио.

## Улоге
| Глумац          | Улога |
| --------------- | ----- |
| Јуре Арко       |       |
| Бисерка Дробњак |       |
| Игор Кокар      |       |
| Невенка Седеј   |       |
| Дарја Вавпотич  |       |